# Cantone di Sud-Bergeracois
Il Cantone di Sud-Bergeracois è una divisione amministrativa dell'arrondissement di Bergerac.
È stato costituito a seguito della riforma approvata con decreto del 21 febbraio 2014, che ha avuto attuazione dopo le elezioni dipartimentali del 2015.

## Composizione
Comprende i seguenti 42 comuni:
- Bardou
- Boisse
- Bouniagues
- Colombier
- Conne-de-Labarde
- Cunèges
- Eymet
- Faurilles
- Faux
- Flaugeac
- Fonroque
- Gageac-et-Rouillac
- Issigeac
- Mescoules
- Monbazillac
- Monestier
- Monmadalès
- Monmarvès
- Monsaguel
- Montaut
- Plaisance
- Pomport
- Razac-d'Eymet
- Razac-de-Saussignac
- Ribagnac
- Rouffignac-de-Sigoulès
- Sadillac
- Saint-Aubin-de-Cadelech
- Saint-Aubin-de-Lanquais
- Saint-Capraise-d'Eymet
- Saint-Cernin-de-Labarde
- Saint-Julien-d'Eymet
- Saint-Léon-d'Issigeac
- Saint-Perdoux
- Sainte-Eulalie-d'Eymet
- Sainte-Innocence
- Sainte-Radegonde
- Saussignac
- Serres-et-Montguyard
- Sigoulès
- Singleyrac
- Thénac